# 클리퍼

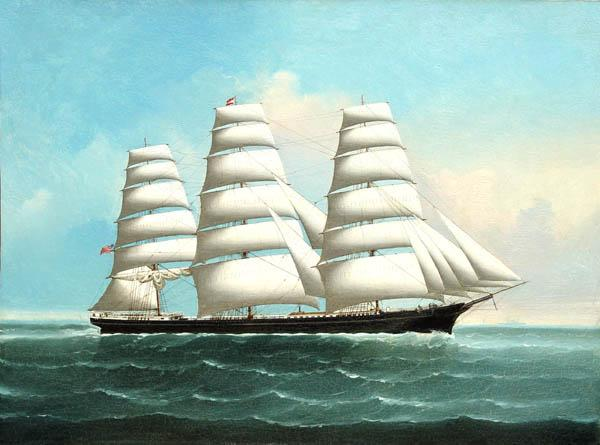

클리퍼(clipper)는 19세기의 다수의 돛이 달린 쾌속 범선이다. 일반적으로 폭에 비에 선체가 길고, 적하능력에 제한이 있으며, 19세기 후반의 일반적인 배보다 작다. 하지만 운항하는 해역에 따라 상대적이다. 클리퍼 선박은 대부분 영국과 미국의 조선소에서 건조되었으나, 프랑스와 네덜란드 등 다른 나라에서도 일부 건조되어 증기선이 나오기까지 운용되었다. 클리퍼 선은 전 세계를 항해했는데, 기본적으로 대서양 항로로 영국과 동방의 식민지 사이의 교역로에서 운용되었다. 또한 골드 러시 시대에 혼곶을 건너 뉴욕에서 샌프란시스코 사이를 잇기도 하였다.

## 같이 보기
- 커티 사크